# Atlantsko-kongoanski jezici
Atlantsko-kongoanski jezici, njaveća porodica nigersko-kongoanskih jezika koja obuhvaća 1.418 jezika kojima govore brojna crnačka plemena i narodi zapadne Afrike; po novijim podacima broj ovih jezika iznosi 1.436. Njezina glavna podjela je na atlantske, ijoid i voltaško-kongoanske jezike: 
A) atlantski jezici (64): 
a1) Bijago jezici (1) Gvineja Bisau: bidyogo.
a2) Sjevernoatlantski jezici  (45) Gvineja Bisau, Senegal, Gvineja: Bak (15): balanta-ganja, balanta-kentohe, bandial, bayot, ejamat, gusilay, jola-fonyi, jola-kasa, karon, kerak, kuwaataay, mandjak, mankanya, mlomp, papel; Cangin (5): lehar, ndut, noon, palor, saafi-saafi; Istočni Senegal-Guinea (10): badyara, bainouk-gunyaamolo, bainouk-gunyuño, bainouk-samik, bassari, biafada, budik, kasanga, kobiana, wamey; Mbulungish-Nalu (3): baga mboteni, mbulungish, nalu; Senegambian (12): fulfulde (7 jezika: nigerski, nigerski centralnog istoka, zapadnonigerski, adamawa, bagirmi, maasina i borgu), pulaar, pular, serer-sine, gambijski wolof i wolof.
a3) Južnoatlantski jezici (18) Gvineja, Sijera Leone: Limba (2): limba (2 jezika: središnjeg zapada i istočni); Mel (15): baga binari, baga kaloum, baga koga, baga manduri, baga sitemu, baga sobané, bom, bullom so, gola, južni kisi, sjeverni kissi, krim, landoma, sherbro, themne; Sua (1): mansoanka.
B) Ijoid jezici (10)
b1) Defaka jezici (1) Nigerija: defaka.
b2) Ijo jezici (9) Nigerija: biseni, ibani, jugoistočni ijo, izon, kalabari, kirike, nkoroo, okodia, oruma.
C) Voltaško-kongoanski jezici /Volta-Congo/ (1344)
c1) Benue-kongoanski jezici /Benue-Congo (961)
a. Akpes (1) Nigerija: akpes
b. Ayere-Ahan (1) Nigerija: àhàn.
c. Bantoid (681):
c1. Sjeverni (18) Nigerija, Kamerun: Dakoid (4): dong, gaa, lamja-dengsa-tola, samba daka; Fam (1): fam; Mambiloid (13): kwanja, mambila (2 jezika, jedan u Kamerunu, jedan u Nigeriji), mbongno, mvanip, ndoola, ndunda, njerep, somyev, suga, twendi, vute, wawa.
c2: Južni (659):
Beboid (14) Kamerun, Nigerija: abar, bebe, bukwen, cung, fang, kemezung, koshin, mashi, mbu', mundabli, naki, ncane, noone, nsari.
Ekoid (8) Nigerija: abanyom, efutop, ejagham, ekajuk, nde-nsele-nta, ndoe, nkem-nkum, nnam.
Jarawan (15): bada, bile, duguri, dulbu, gwa, jarawa, kulung, labir, lame, mama, mbonga, mbula-bwazza, nagumi, ngong, shiki.
Mamfe (3) Kamerun: denya, kendem, kenyang.
Mbam (13) Kamerun: bati, elip, leti, mbule, mmaala, nomaande, nubaca, nugunu, tuki, tunen, tuotomb, yambeta,  yangben.
Mbe (1) Nigerija: mbe
Narrow Bantu (513):
a. Centralni (337) Demokratska Republika Kongo, Tanzanija, Kongo, Angola, Kenija, Mozambik, Komori, Burundi, Ruanda, Bocvana, Lesoto, Uganda, Zambija, Namibija, Malavi, Zimbabve, Južnoafrička Republika, Esvatini, Sudan: Bembe (D.50) (2): bembe, buyu; Bira-Huku (D.30) (14): amba, bera, bhele, bila, bodo, budu, homa, kaiku, kango,  komo, mbo, ndaka, nyali, vanuma; Enya (D.10) (4): enya, lengola, mbole, mituku; Lega-Kalanga (D.20) (11): bali, beeke, hamba, holoholo, kanu, kwami, lega-mwenga, lega-shabunda, lika, songoora, zimba; Nyanga (D.40) (1): nyanga; Chaga (E.30) (7): gweno, kahe, machame, mochi, rombo, rwa, vunjo; Kikuyu-Kamba (E.20) (8): chuka, dhaiso, embu, gikuyu, kamba, meru, mwimbi-muthambi, tharaka; Kuria (E.10) (11): gusii, ikizu, ikoma, kabwa, kuria, ngurimi, sizaki, suba, temi, ware, zanaki; Nyika (E.40) (10): chonyi, digo, duruma, giryama, malakote, pokomo (2 jezika, gornji i donji), sagalla, segeju, taita; Nyilamba-Langi (F.30) (4): langi, mbugwe, nilamba, nyaturu; Sukuma-Nyamwezi (F.20) (6): bungu, kimbu, konongo, nyamwezi, sukuma, sumbwa; Tongwe (F.10) (6): bende, fipa, mambwe-lungu, pimbwe, rungwa, tongwe; Bena-Kinga (G.60) (9): bena, hehe, kinga, kisi, magoma, manda, pangwa, sangu, wanji; Gogo (G.10) (2): gogo, kagulu; Pogoro (G.50) (2): ndamba, pogolo; Shambala (G.20) (4): asu, bondei, shambala, taveta; Swahili (G.40) (8): komorski (4 jezika: mwali, ndzwani, ngazidja i komorski, makwe, mwani, swahili (2 jezika: kongoanski swahili i swahili); Zigula-Zaramo (G.30) (11): doe, kami, kutu, kwere, luguru, mushungulu, ngulu, sagala, vidunda, zaramo, zigula; Hungana (H.40) (1): hungana; Kongo (H.10) (10): beembe, doondo, kaamba, kongo (2 jezika: kongo, san salvador), kunyi, laari, suundi, vili, yombe; Mbundu (H.20) (4): bolo, mbundu, nsongo, sama; Yaka (H.30) (7): lonzo, mbangala, ngongo, pelende, sonde, suku, yaka; Haya-Jita (J.20) (9): haya, jita,  kara, kerewe, kwaya, nyambo, subi, talinga-bwisi, zinza; Konzo (J.40) (2): konjo, nande; Masaba-Luyia (J.30) (8): bukusu, idakho-isukha-tiriki, logooli, luyia, masaba, istočni nyala, nyole, nyore; Nyoro-Ganda (J.10) (12): chiga, ganda, gungu, gwere, hema, kenyi, nyankore, nyoro, ruli, singa, soga, tooro; Rwanda-Rundi (J.60) (6): ha, hangaza, rundi, rwanda, shubi, vinza; Shi-Havu (J.50) (8): fuliiru, havu, hunde, joba, kabwari, nyindu, shi, tembo; Chokwe-Luchazi (K.20) (9): chokwe, luchazi, luimbi, luvale, mbunda, mbwela, nkangala, nyemba, nyengo; Diriku (K.70) (1): diriku; Holu (K.10) (4): holu, kwese, phende, samba; Kwangwa (K.40) (6): kwangali, luyana, mashi, mbowe, mbukushu, simaa; Mbala (K.60) (1): mbala; Salampasu-Ndembo (K.30) (3): lunda, ruund, salampasu; Subia (K.50) (3): fwe, subiya, totela; Bwile (L.10) (1): bwile; Kaonde (L.40) (1): kaonde; Luba (L.30) (6): hemba, kanyok, luba-kasai, luba-katanga, lwalu, sanga; Nkoya (L.50) (1): nkoya; Songye (L.20) (5): bangubangu, binji, kete, luna, songe; Bemba (M.40) (3): aushi, bemba, taabwa; Bisa-Lamba (M.50) (3): lala-bisa, lamba, seba; Lenje-Tonga (M.60) (6): dombe, ila, lenje, sala, soli, tonga; Nyakyusa (M.30) (1): nyakyusa-ngonde; Nyika-Safwa (M.20) (6): malila, ndali, nyamwanga, nyiha, safwa, wanda; Nyika-Safwa (N.20) (1): lambya; Manda (N.10) (3): matengo, ngoni, tonga; Manda (N.12) (1): mpoto; Nyanja (N.30) (1): nyanja; Senga-Sena (N.40) (7):  barwe, kunda, nsenga, nyungwe, phimbi, sena (2 jezika: malavijski sena i sena); Tumbuka (N.20) (1): tumbuka; Makua (P.30) (16): chuwabu, kokola, koti, lolo, lomwe, maindo, makhuwa, makhuwa-marrevone, makhuwa-meetto, makhuwa-moniga, makhuwa-saka, makhuwa-shirima, manyawa, marenje, nathembo, takwane; Matumbi (P.10) (7): matumbi, mbunga, ndendeule, ndengereko, ngindo, nindi, rufiji; Yao (P.20) (6): machinga, makonde, mwera ili chimwera, mwera ili nyasa, ndonde hamba, yao; Herero (R.30) (2): herero, zemba; Ndonga (R.20) (5): kwambi, kwanyama, mbalanhu, ndonga, ngandyera; Južni Mbundu (R.10) (4): ndombe, nkhumbi, nyaneka, umbundu; Yeye (R.40) (1): yeyi; Chopi (S.60) (2): chopi, tonga; Nguni (S.40) (4): ndebele, swati, xhosa, zulu; Shona (S.10) (8): dema, kalanga, manyika, nambya, ndau, shona, tawara, tewe; Sotho-Tswana (S.30) (8): birwa, kgalagadi, lozi, ndebele, sotho (2 jezika: sjeverni i južni), tswana, tswapong; Tswa-Ronga (S.50) (3): ronga, tsonga, tswa; Venda (S.20) (1): venda; Neklasificirani (9): boguru, gbati-ri, isanzu, kari, mayeka, ngbee, ngbinda, nyanga-li, songo;  
b. Sjeverozapadni  (174) Kamerun, Kongo, Ekvatorijalna Gvineja, Gabon, Srednjoafrička Republika, Demokratska Republika Kongo: Bafia (A.50) (5): bafia, dimbong, hijuk, lefa, tibea; Basaa (A.40) (4): bakoko, bankon, barombi, basaa; Bube-Benga (A.30) (5):  batanga, benga, bube, ngumbi, yasa; Duala (A.20) (7): bakole, bubia, duala, isu, malimba, mokpwe, wumboko; Kako (A.90) (3): kako, kwakum, pol; Lundu-Balong (A.10) (8): akoose, bafaw-balong, bakaka, bassossi, bonkeng, mbo, nkongho, oroko; Makaa-Njem (A.80) (13): bekwil, bomwali, byep,gyele, kol, koonzime, makaa, mpiemo, mpongmpong, ngumba, njyem, so, ukhwejo; Yaunde-Fang (A.70) (8): bebele, bebil, beti, bulu, eton, ewondo, fang, mengisa; Kele (B.20) (10): kélé, kota, mahongwe, mbangwe, ndasa, ngom, sake, seki, sighu, wumbvu; Mbere (B.60) (6): kaningi, mbere, ndumu, ngul, ombamba, yangho; Myene (B.10) (1): myene; Njebi (B.50) (4): duma, njebi, tsaangi, wandji; Sira (B.40) (7): barama, bwisi, lumbu, punu, sangu, sira, vumbu; Teke (B.70) (12): ibali (kiteke), ngungwel, tchitchege, teke-eboo, teke-fuumu, teke-kukuya, teke-laali, teke-nzikou, teke-tege, teke-tsaayi, teke-tyee, yaka; Tsogo (B.30) (5): bubi, kande, pinji, simba, tsogo; Yanzi (B.80) (6): boma, ding, mfinu, mpuono, tiene, yansi; Bangi-Ntomba (C.40) (27): babango, baloi, bamwe, bangala, bangi, boko, bolia, boloki, bolondo, bomboli, bomboma, bozaba, budza, dzando, libinza, likila, lingala, lobala, lusengo, mabaale, moi, ndobo, ndolo, ntomba, sakata, sengele, yamongeri; Bushong (C.90) (5): bushoong, dengese, lele, songomeno, wongo; Kele (C.60) (6): foma, kele, lombo, poke, so, mbesa; Mbosi (C.30) (6): akwa, koyo, likwala, likuba, mboko, mbosi; Mongo (C.70) (4): lalia, mongo-nkundu, ngando, ombo; Ngando (C.10) (2): ngando, yaka; Ngombe (C.50) (8): bwa, bwela, kango, ligenza, ngelima, ngombe, pagibete, tembo; Ngundi (C.20) (6): bomitaba, bongili, dibole, mbati, ngundi, pande; Tetela (C.80) (5): kela, kusu, nkutu, tetela, yela; Neklasificirani: molengue.
c. Neklasificirani (2) Demokratska Republika Kongo: bemba, songa.
Ndemli (1) Kamerun: ndemli.
Tikar (1) Kamerun: tikar.
Tivoid (17) Kamerun, Nigerija: abon, ambo, balo, batu, bitare, caka, eman, esimbi, evant, iceve-maci, ipulo, iyive, manta, mesaka, osatu, otank, tiv.
Wide Grassfields (67) kamerun, Nigerija: 
a. Menchum (1) befang;
b. Narrow Grassfields (63): 
Fum.
Mbam-Nkam (35) Kamerun: Bamileke (11): fe'fe', ghomálá', kwa', medumba, mengaka, nda'nda', ngiemboon, ngomba, ngombale, ngwe, yemba; Ngemba (9): awing, bafut, bambili-bambui, bamukumbit, beba, kpati, mendankwe-nkwen, ngemba, pinyin; Nkambe (7): dzodinka, kwaja, limbum, mbe', mfumte, ndaktup, yamba; Nun (8): baba, bafanji, bamali, bambalang, bamenyam, bamun, bangolan, mungaka.
Momo (8): menka, meta', mundani, ngamambo, ngie, ngoshie, ngwo, njen.
Ring (17): aghem, babanki, bamunka, bum, isu, kenswei nsei, kom, kuk, kung, laimbue, lamnso', mmen, oku, vengo, weh, wushi, zhoa.
Neklasificirani (2): nde-gbite, viti.
c. Zapadni Momo (3) Kamerun: ambele, atong, busam.
Neklasificirani (6) demokratska Republika Kongo, Kamerun: bikya, bishuo, borna, busuu, buya, moingi.
c3. Neklasificirani (4) Nigerija: áncá, buru, kwak, nshi.
d. Cross River (67) Nigerija:
d1. Bendi (9): alege, bekwarra, bete-bendi, bokyi, bumaji, obanliku, putukwam, ubang, ukpe-bayobiri.
d2. Delta Cross (58) Nigerija:
Centralna Delta (8): Abua-Odual (2): abua, odual; Kugbo (1): kugbo; abureni; obulom; ogbia; ogbogolo; ogbronuagum.
Lower Cross (23) Nigerija: Ebughu (1): ebughu; Efai (1): efai; Efik (4): anaang, efik, ibibio, ukwa; Ekit (2): ekit, etebi; Enwang-Uda (2): enwan, uda; Ibino (1): ibino; Ibuoro (4): ibuoro, ito, itu mbon uzo, nkari; Ilue (1): ilue; Okobo (1): okobo; Usaghade (1): usaghade; eki; idere; obolo; Iko (1): iko; Oro (1): oro.
Ogoni (5) Nigerija: baan, eleme, gokana, khana, tee.
Upper Cross (22) Nigerija: agoi, agwagwune, bakpinka, doko-uyanga, kiong, kohumono, korop, kukele, legbo, lenyima, leyigha, lokaa, lubila, okam (mbembe, cross river), nkukoli, odut, olulumo-ikom, oring, ubaghara, ukpet-ehom, umon, uzekwe.
e. Dakoid (1) Nigerija: dirim.
f. Defoid (16) Nigerija, Benin, Togo, Kuba: Akokoid (1): arigidi; Ayere-Ahan (1): ayere; Yoruboid (14): ede cabe, ede ica, ede idaca, ede ije, ede nago (3 jezika: kura, manigri-kambolé, ede nago),  ifè, igala, isekiri, lucumi, mokole, ulukwumi, yoruba.
g. Edoid (33) Nigerija: Delta (3): degema, engenni, epie; Središnji sjever (15): edo, emai-iuleha-ora, enwan, esan, ghotuo, ibilo, igwe, ihievbe, ikpeshi, ivbie north-okpela-arhe, ososo, sasaru, uneme, uokha, yekhee; Sjeverozapadni (10): aduge, akuku, ehueun, idesa, iyayu, okpamheri, okpe, oloma, uhami, ukue; Jugozapadni (5): eruwa, isoko, okpe, urhobo, uvbie.
h. Idomoid (9) Nigerija: Akweya (7): agatu, alago, eloyi, etulo, idoma, igede, yala; Yatye-Akpa (2): akpa, yace.
i. Igboid (7) Nigerija: Ekpeye (1): ekpeye; Igbo (6): igbo, ika, ikwere, izi-ezaa-ikwo-mgbo, ogbah, ukwuani-aboh-ndoni.
j. Jukunoid (20) Nigerija, Kamerun: Centralni (14): como karim, etkywan, hõne, jiba, jibu, jiru, jukun takum, kpan, tigon (mbembe), shoo-minda-nye, tita, wannu, wapan, wãpha; Yukuben-Kuteb (5): akum, beezen, kapya, kutep, yukuben; bete.
k. Kainji (57) Nigerija: 
k1. Istočni (30): Amo (1): amo; Sjeverni Jos (27): bina, duguza, dungu, gamo-ningi, gbiri-niragu, gyem, iguta, izora, janji, jere, kaivi, kinuku, kono, kudu-camo, kurama, lemoro, lere, mala, ruma, sanga, shau, sheni, shuwa-zamani, surubu, tumi, vono, ziriya; Piti-Atsam (2): atsam, piti.
k2. Zapadni: Basa (4): basa, basa-gumna, basa-gurmana, bassa-kontagora; Baushi-Gurmana (2): bauchi, gurmana; Duka (4): c'lela, gwamhi-wuri, hun-saare, kag-fer-jiir-koor-ror-us-zuksun; Kainji Lake (2); laru, lopa; Kambari (6): baangi, cishingini, kakihum, tsikimba, tsishingini, tsuvadi; Kamuku (8): acipa (2 jezika: istočni i zapadni), cinda-regi-tiyal, fungwa, hungworo, pongu, rogo, shama-sambuga; Reshe (1); reshe.
l. Nupoid (11) Nigerija: Ebira-Gade (2): ebira, gade; Nupe-Gbagyi (9): asu, dibo, gbagyi, gbari,  gupa-abawa, kakanda, kami, kupa, nupe-nupe-tako.
m. Oko (1) Nigerija: oko-eni-osayen.
n. Plateau (53) Nigerija: Alumu (1): alumu-tesu; Berom (3): berom, eten, shall-zwall; Centralni (9): cara, firan, irigwe, izere, jju (ili kaje), ndun, nyeng, shakara, tyap; Hyam (1): hyam; Ninzo (6): bu, kamantan, kanufi, iako, ninzo, nungu; Sjeverni (6): doka, idon, iku-gora-ankwa, ikulu, kadara, kuturmi; Jugoistočni (3): horom, bo-rukul, fyam; Južni (2): lijili, tanjijili; Tarokoid (4): pe, sur,tarok, yangkam; Zapadni (16): ake, ashe, begbere-ejar, che, cori, eggon, hasha, idun, kagoma, kaningdon-nindem, ningye, numana-nunku-gbantu-numbu, shamang, vaghat-ya-bijim-legeri, yeskwa, zhire; Ayu (1): ayu; toro.
o. Ukaan (1) Nigerija: ukaan.
p. Neklasificirani (2) Nigerija: fali of baissa, ija-zuba.
c2) Dogon jezici (10) Mali: deogon (10 jezika: bangeri me, bondum dom, dogul dom, donno so, jamsay, kolum so, tene kan, tomo kan, toro so, toro tegu).
c3: Kru jezici (39):
a. Aizi (3) Obala Slonovače: aizi (3 jezika: aproumu, mobumrin, tiagbamrin).
b. Istočni (11) Obala Slonovače: Bakwe (2): bakwé, wané; Bete (5): béte (3 jezika: guiberoua, gagnoa, daloa), godié, kouya; Dida (3): dida (2 jezika: lakota, yocoboué), neyo; Kwadia (1): kodia.
c. Kuwaa (1) Liberija: kuwaa.
d. Seme (1) Burkina Faso: siamou.
e. zapadni (23) Liberija, Obala Slonovače: Bassa (3): bassa, dewoin, gbi; Grebo (9): glio-oubi, grebo (5 jezika: sjeverni, gboloo, južni, središnji, barclayville), krumen (3 jezika: plapo, pye, tepo); Klao (2): klao, tajuasohn; Wee (9): daho-doo, glaro-twabo, krahn (2 jezika: istočni i zapadni), nyabwa, sapo, wè sjeverni, wè južni, wè zapadni.
c4) Kwa jezici (80):
a. Left Bank (30) Gana, Togo, benin: Avatime-Nyangbo (3): avatime, nyangbo, tafi; Kebu-Animere (2): animere, akebu; Kposo-Ahlo-Bowili (4): adangbe, igo, ikposo, tuwuli; Gbe (21): aguna, aja, éwé, fon, gbe (13 jezika: ayizo, defi, tofin, weme, ci, maxi, gbesi, istočni xwla, kotafon, saxwe, waci, xwela, zapadni xwla), gen, gun, kpessi, wudu.
b. Nyo (50) Obala Slonovače, Gana, Togo: Agneby (3): abé, abidji, adioukrou; Attie (1): attié; Avikam-Alladian (2): alladian, avikam; Ga-Dangme (2): damgme, ga; Potou-Tano (41): abron, abure, adele, ahanta, akan, anii, anufo, anyin, anyin morofo, awutu, baoulé, beti, cherepon, chumburung, dompo, dwang, ebrié, ega, foodo, gikyode, ginyanga, gonja, gua, jwira-pepesa, kplang, krache, krobu, larteh, lelemi, logba, mbato, nawuri, nchumbulu, nkonya, nzema, sehwi, sekpele, selee, siwu, tchumbuli, wasa; Neklasificirani: esuma.
c5) Sjeverni voltaško-kongoanski jezici  (254):
a) Adamawa-Ubangijski jezici (158):
a1. Adamawa (88) Nigerija, Čad, Kamerun, Srednjoafrička Republika: awak, bali, bangwinji, bena, besme, bolgo, bon gula, bua, burak, dadiya, dama, day, dek, dii, dijim-bwilim, doyayo, dugun,  duli, duupa, dza, fali (2 jezika, sjeverni i južni), fania, gengle,gey, gimme, gimnime, goundo, gula iro, kaan, kam, kamo, karang, kare, kim, koke, kolbila, koma, kpasam, kugama, kumba, kuo, kwa, kyak, la'bi, laka, lala-roba, leelau, longto, longuda, loo, mághdì, mak, mambai, mboi, mbum, mingang doso, mom jango, mono, moo, mumuye, mundang, ndai, niellim, nimbari, noy, nyong, nzakambay, oblo, pam, pana, pangseng,peere, rang, samba leko, teme, tha, to, tso, tula, tunia, tupuri, voro, waja, waka, wom, yendang, zan gula.
b. Ubangi (70) Srednjoafrička Repiblika, Demokratska Republika Kongo, Sudan, Kamerun, Kongo: ali, bai, baka, banda (4 jezika: središnji-južni, togbo-vara, južni centralni, zaapdni centralni), banda-bambari, banda-banda, banda-mbrès, banda-ndélé, banda-yangere, bangandu, bangba, barambu, belanda viri, bofi, bokoto, bonjo, buraka, dendi, dongo, feroge, ganzi, gbanu, gbanziri, gbaya (2 jezika: sjeverozapadni, jugozapadni), gbaya-bossangoa, gbaya-bozoum, gbayi, geme, gilima, gobu, gundi, indri, kpagua, kpala, kpatili, langbashe, limassa, ma, mangayat, manza, mayogo, mba, mbandja, mbangi, mono, monzombo, mündü, ndogo, ndunga, ngbaka, ngbaka ma'bo, ngbaka manza, ngbandi (2 jezika: južni i sjeverni),  ngbundu, ngombe, ngundu, nzakara, pambia, sere, suma, tagbu, togoyo, yakoma, yango, zande.
b) Gur jezici (96):
a. Bariba (1) Benin: baatonum.
b. Centralni (69) Togo, benin, Gana, Burkina Faso, Obala Slonovače, Mali: akaselem,  bago-kusuntu, biali, bimoba, birifor (dva jezika: malba i južni), bomu, buamu, buli, bwamu (dva jezika: láá láá, cwi), cerma, chakali, chala, južni dagaare, dagaari dioula, sjeverni dagara, dagbani, deg, delo, ditammari, dogosé, dogoso, dyan, farefare, gourmanchéma, hanga, kaansa, kabiyé, kalamsé, kamara, kantosi, kasem, khe, khisa, konkomba, konni, koromfé, kusaal, lama, lukpa, lyélé, mampruli, mbelime, miyobe, moba, mòoré, nateni, nawdm, ngangam, notre, ntcham, nuni (dva jezika: sjeverni i južni), paasaal, pana, phuie, safaliba, sisaala (3 jezika: tumulung, zapadni i sissala), tampulma, tem, turka, vagla, waama, wali, winyé, yom.
c. Kulango (2) Obala Slonovače: kulango (dva jezika: bondoukou, bouna).
d. Lobi (1) Burkina Faso: lobi
e. Senufo (15) Obala Slonovače, Burkina Faso, Mali, Gana: karaboro (2 jezika: zapadni i istočni), nafaanra, senoufo (12 jezika: palaka, cebaara, nyarafolo, syenara, mamara, shempire, supyire, djimini, tagwana, senara, nanerigé, sìcìté.
f. Teen (2) Obala Slonovače: loma, téén.
g. Tiefo (1) Burkina Faso: tiéfo.
h. Tusia (2) Burkina Faso: tusia (sjeverni i južni).
i. Viemo (1) Burkina Faso: viemo.
j. Wara-Natioro (2) Burkina Faso: natioro, wara.

## Vanjske poveznice
- Ethnologue (14th)